# ズルチン
ズルチン（dulcin）とは、4-エトキシフェニル尿素の慣用名である。かつて安価な人工甘味料として、当時高価であった砂糖の代用として用いられていたものの、毒性が問題になったために、多くの地域で使用禁止されていった。しかし、安価で合成も容易であるため、毒性が明らかになり先進国で使用禁止されてからも日本では使用が続けられたり、日本で禁止されてからも中華人民共和国など一部の国で使用されている。
なお、名称は似ているものの、アマチャの甘み成分であるフィロズルチンとは別の物質である。
ヅルチンとも表記される。

## 構造と物理化学的性質
ズルチンは、C9H12N2O2の化学式で表せる有機化合物である。尿素のアミノ基の1つに、4位の水素がエトキシ基に置換されたベンゼンが結合している。この構造があるために、ズルチンの分子には、ある程度の極性が存在するものの、水にはほとんど溶けない。一方、エタノールやアセトンには溶け易い。
なお、ズルチンは常温常圧で、無色または白色の固体として存在する。

## 甘味
ヒトがズルチンを味わうと、俗に「砂糖」として知られるスクロースの約250倍の甘味を感ずる。さらに、人工甘味料のサッカリンと違って、ズルチンには苦い後味が無い。
このため、しばしば幼児などがズルチンを致死量以上に経口摂取して死亡した。

## 毒性
ズルチンには明らかな毒性が有り、ヒトが経口摂取すると、急性の肝機能障害を起こす場合がある。最悪の場合には、ズルチンの経口摂取によって、ヒトが急性毒性で死亡し得る。
発がん性に言及されることもあるがこれは確認されておらず、IARC発がん性リスク一覧においてズルチンは「グループ3」（ヒトへの発がん性の有無について分類できない）に位置付けられている。

## 歴史
1884年にドイツで、ヨーゼフ・ベルリナーバウ（Joseph Berlinerbau）により合成され、1891年に商業的な生産が開始された。ズルチンの製造に要するコストも低かったため、例えば、太平洋戦争で敗戦した日本では、砂糖が高価であった事も手伝って、安価な甘味料としてズルチンは大量に使用された。なお、日本では1946年7月4日にズルチンの販売が正式に許可された。しかし、遅くとも1951年にはフィッツヒューらによってズルチンはその毒性を指摘されていた。その後、アメリカでは動物実験で慢性毒性が認められたなどの結果に基づき、1954年に使用を禁止し、その他の先進国もズルチンの使用を禁止していった。
これに対して、日本は国内でズルチン中毒の死亡例すら出ていたのにもかかわらず、ズルチンの使用禁止措置を講じなかった。日本がズルチンの食品添加物としての指定を削除したのは1968年7月3日で、ズルチンの食品への添加が全面的に禁止されたのは1969年1月1日である。なお、その後も中華人民共和国から日本に輸入した食品からズルチンが検出された事例が出るなど、一部の国では安価な甘味料としてのズルチンの食品への使用は続いているため、ズルチンの食品への使用禁止措置後も、検疫所などでは輸入食品にズルチンが使用されていないかの検査が続けられている。

## ズルチン中毒の事例
日本でのズルチンの中毒事例の一部を紹介する。
- 1947年 - 幼児が5 gのズルチンを舐めて死亡した。
- 1963年 - 両親の留守中に、ズルチンを大量に舐めた子供2人が死亡した。
- 1966年 - 島根県安来市の農家が代満[注釈 2]の際に、餡つけ餅[注釈 3]を作り、これに甘味料としてズルチンを大量に加えた結果、それを食べた家族6人が中毒を起こし、73歳の老女が死亡した[3]。